# 德里德 (路易斯安那州)
德里德（英語：DeRidder），是美国路易斯安那州下属的一座城市。根据2010年美国人口普查，该市有人口12,578人。建置上，属于“city”。